# Tachyura diabrachys
Tachyura diabrachys é uma espécie de insetos coleópteros pertencente à família Carabidae.
A autoridade científica da espécie é Kolenati, tendo sido descrita no ano de 1845.
Trata-se de uma espécie presente no território português.